# 306 Unitas
A 306 Unitas a Naprendszer kisbolygóövében található aszteroida. Elia Millosevich fedezte fel 1891. március 1-jén.